# Grobiņa
Grobiņa (; in tedesco Grobin) è un comune della Lettonia di 10.154 abitanti.

## Geografia antropica

### Suddivisioni amministrative
Il comune è formato dalle seguenti unità amministrative:
- Bārta
- Gavieze
- Grobiņa (sede comunale, 2.836 abitanti nel 2010)
- Medze

## Sito archeologico
Grobiņa è di grande importanza archeologica in Lettonia poiché sono ancora visibili alcune rovine risalenti all'epoca vichinga.